# ناو هواپیمابر آدمیرال کوزنتسوف
ناو هواپیمابر آدمیرال کوزنتسوف (به انگلیسی: Russian aircraft carrier Admiral Kuznetsov) یک کشتی ساخت اتحاد جماهیر شوروی است. این ناو هواپیمابر از کلاس کوزنتسوف بوده که با عنوان‌های دیگری مانند کلاس اورال نیز شناخته می‌شود. از این کلاس چند ناو هواپیمابر دیگر نیز ساخته شدند اما به جز این ناو، ناو دیگری عملیاتی نشد و به کشورهای دیگر فروخته شدند. این ناو با پیشرانه غیر اتمی کار می‌کند. اصلی‌ترین کار و مأموریت ناو کوزنتسوف (کوزنتسو یا کازنتسو یا کازنتسوف نیز می‌گویند) پشتیبانی زیردریایی‌های حامل موشک‌های استراتژیک قاره‌پیما و شناورهای سطحی و هواپیماهای گشت دریایی حامل موشک در ناوگان روسیه است. لازم است ذکر شود که این ناو، تنها ناو هواپیمابر عملیاتی در نیروی دریایی روسیه بود.

## تاریخچه و توضیحات
ناو هواپیمابر کلاس کوزنتسوف توسط کارگاه کشتی سازی نیکلای و در دریای سیاهِ اوکراین ساخته (چون در آن زمان اوکراین جزو شوروی بود) و در سال ۱۹۸۵ به آب انداخته شد. دومین ناوی که از این کلاس ساخته شد واریاژ نام داشت و سال ۱۹۸۸ به آب انداخته شد ولی هیچ‌گاه وارد خدمت نشد. این ناو بر اساس ناو هواپیمابر آدمیرال گورشکوف (گورشکو) که در سال ۱۹۸۲ به آب انداخته شد، ساخته شده‌است. اما کوزنتسف بزرگتر از گورشکو بود. وزن آدمیرال گورشکو در حالت عملیاتی ۴۰٬۴۰۰ تن ولی در مقابل آدمیرال کوزنتسف در حالت عملیاتی با وزنی در حدود ۵۸٬۵۰۰ تن می‌تواند جنگ‌افزارهای بیشتری با خود حمل کند. ناو گورشکو از کلاس کی‌یف بود. ناو هواپیمابر گورشکوف از سال ۱۹۹۶ در نیروی دریایی روسیه بازنشسته شد و دیگر عملیاتی نشد. هند در سال ۲۰۰۴ با امضاء یک قرارداد با روسیه این ناو را خریداری کرد. نیروی دریایی هند پس از تحویل این ناو با هزینه زیادی تغییرات فراوانی را بر روی آن انجام داده و نامش را به ویکرامادیتیا تغییر داد. نگهداری از این ناو برای روسیه بسیار هزینه‌بر بود و به همین دلیل این قرارداد یک معامله برد-برد به حساب می‌آید. عمل پرواز از روی ناو کوزنتسوف با کمک سکوی اسکی شکل جلویی ناو انجام می‌شود. برعکس ناوهای هواپیمابر آمریکا که با استفاده از نیروی بخار و منجنیق، هواپیما را به سمت جلو هُل می‌دهد و شتاب کافی را برای پرواز مهیا می‌کند. سکوی اسکی شکل زاویه‌ای ۱۲ درجه دارد.

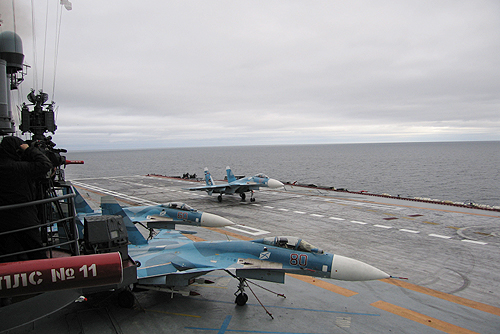
سوخو-۳۳ بر روی ناو هواپیمابر کوزنتسوف در طول تمرینات در دریای بارنتز در سال ۲۰۰۸

این ناو در اصل برای حمایت از زیردریایی‌های دارای موشک راهبردی ساخته شده‌است، این ناو از سامانه ضد زیردریایی اوداو ۱ و ۶۰ راکت ضد زیر دریایی استفاده می‌کند. این سیستم توانایی دفاع از ناو را در برابر زیردریایی‌ها و سایر وسایل زیر آبی را دارد. برد اوداو_۱ در حدود ۳۰۰۰ متر و عمق درگیری آن با زیردریایی‌ها ۶۰۰ متر است. پیشرانه ناو کوزنتسوف غیر اتمی است و دارای ۸ دیگ بخار و ۴ توربین بخار است که هر کدام نیرویی برابر با ۵۰۰۰۰ اسب بخار تولید می‌کنند و ۴ محور انتقال نیرو و ۴ پروانه را داراست. این ناو با بیشترین سرعت یعنی ۲۹ گره (۵۴ کیلومتر در ساعت) داری بردی معادل ۳۸۰۰ مایل است، اما با سرعت ۱۸ گره (۳۳ کیلومتر در ساعت) برد عملیاتی‌اش به ۷۵۰۰ مایل افزایش می‌یابد.

## حادثه

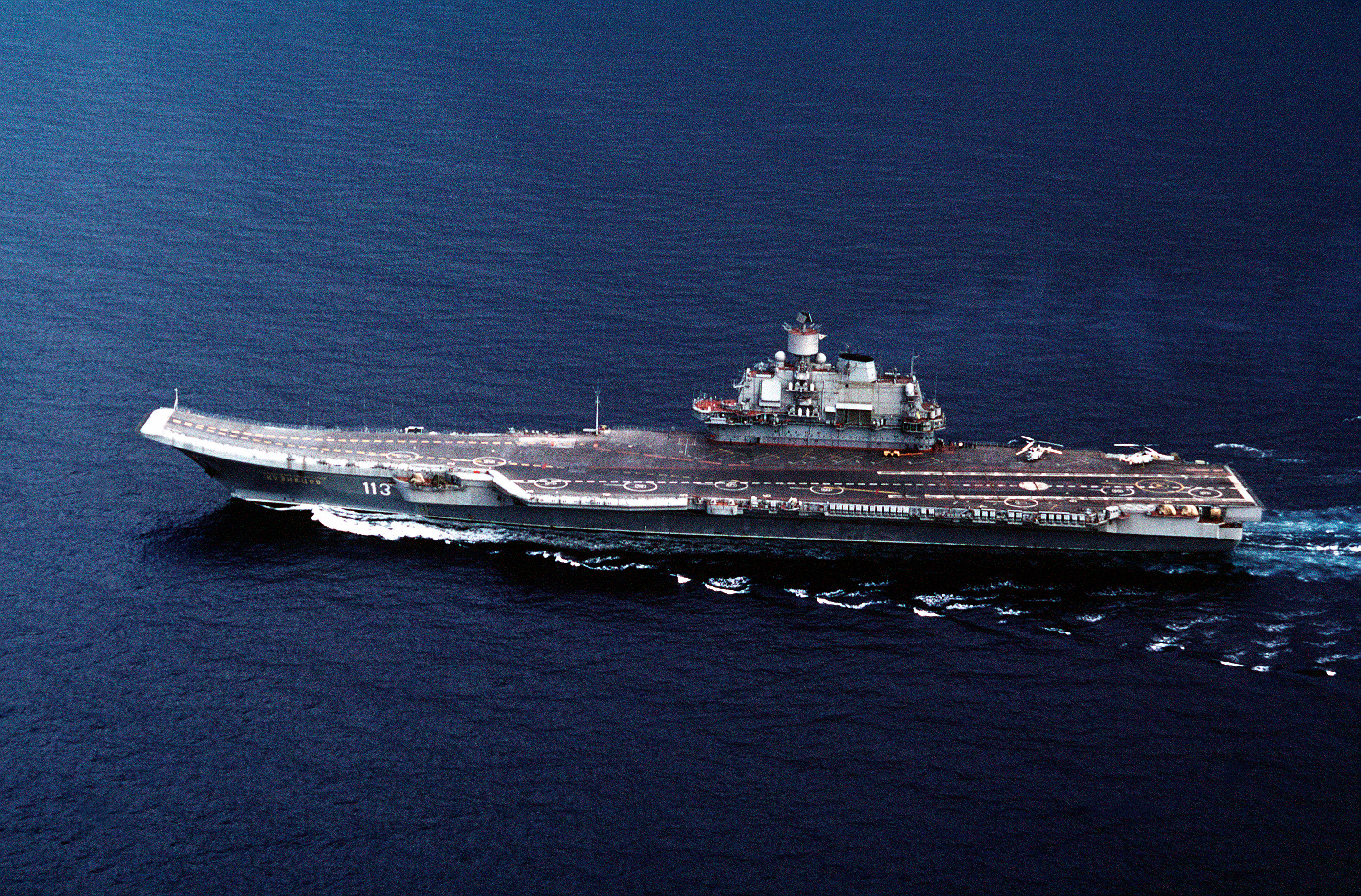
نمای پرتو بندری از ناو هواپیمابر شوروی FLEET ADMIRAL از KUZNETSOV اتحاد جماهیر شوروی در جنوب ایتالیا در حال انجام است. KUZNETSOV در حال انجام وظیفه با ناوگان شمالی شوروی است

«آدمیرال کوزنتسوف» از ماه سپتامبر در حال تعمیر در هشتاد و دومین کارخانه کشتی‌سازی در مورمانسک بود که بدشانسی آورد.
شب ۳۰ اکتبر ۲۰۱۸ در ارسال برق اختلال بروز کرد و مخازن «پ د-۵۰» پر از آب شدند. ۴ نفر آسیب دیدند که یکی از آنها در بیمارستان جان سپرد. یک نفر دیگر بر اثر این حادثه مفقودالاثر اعلام شده‌است.
افزون بر آن بر اثر افتادن جرثقیل بخشی از عرشه آسیب دیده و سوراخی به اندازه ۴ در ۵ متر ایجاد کرده‌است. هر چند بدنه ناوهواپیمابر صدمه‌ای ندیده‌است.
پس از این واقعه، ناو هواپیمابر «آدمیرال کوزنتسوف» را به سی و پنجمین کارخانهٔ تعمیر کشتی در حومهٔ مورمانسک منتقل کردند. قرار است دستگاه‌های اصلی انتقال برق در کشتی جنگی عوض شود و سیستم برق‌رسانی، سیستم دفاع هوایی رادیویی و وسایل پدافند هوایی و وسایل مربوط به کار بخش هوایی کشتی جنگی مدرنیزه شوند. پیش‌بینی شد تعمیر این کشتی جنگی ۷۰ میلیون روبل خرج بردارد.

## مشخصات
استقامت بدون دریافت مجدد ملزومات: ۴۵ روز
پرسنل: ۱۹۸۰ تَن
تعداد اتاق‌ها: ۳۸۵۷ اتاق

### وزن و ابعاد
وزن خالی: ۴۳ هزار تن
وزن استاندارد: ۵۵ هزار تن
وزن در حالت کاملاً پر: ۶۷٬۵۰۰ تن
آبخور در حالت خالی: ۸٫۰۵ متر
آبخور در حالت استاندارد: ۸٫۹۷ متر
آبخور در حالت کاملاً پر: ۱۰٫۴ متر
طول: ۳۰۶٫۴۵ متر
پهنا: ۷۳ متر
ارتفاع: بلندترین نقطه ۶۴ متر

### موتور
۸ دیگ بخار که با سوخت مازوت کار می‌کنند و متصل به ۴ توربین گازی هستند مجموعاً به قدرت ۲۰۰ هزار اسب بخار می‌رسد.

### سوخت
سوخت کشتی: ۹۹۱۸٫۵ تن
سوخت دیزل برای ژنراتورها: ۲۹۳ تن
سوخت هواپیما و هلیکوپترها: ۲۵۰۰ تن

### برد بر حسب سرعت
سرعت ۲۹ گره: ۳۸۵۰ مایل
سرعت ۱۸ گره: ۷۶۸۰ مایل
سرعت ۱۴ گره:۸۴۱۷ مایل

### هواگردهای قابل حمل
۴۱ تا ۵۲ فروند هواگرد می‌تواند با خود حمل کند:
سوخو-۳۳: ۱۴ فروند
میگ-۲۹ کا یو بی: ۲۰ تا ۴ فروند
فلانکر: ۲۰ فروند
سوخو-۲۵: ۴ فروند
بالگردها: ۴ فروند KA-27LD32 و ۱۸ فروند KA-27PL و ۲ فروند KA 27PS

### تسلیحات نصب بر روی ناو
- ۸ سامانه دفاع نزدیک دریایی ای‌ک-۶۳۰ (برد: ۱۳ کیلومتر، شلیک ۵۰۰۰ گلوله در دقیقه)
- ۸ سامانه ضدهوایی کاشتان (برد: نامشخص، ۲۵۶ موشک) و ۲ سامانه کورتیک (۴۸ هزار فشنگ)
- ۱۲ موشک کروز ضد کشتی پی-۷۰۰ گرانیت (با برد ۷۰۰ کیلومتر)
- ۲۴ پرتابگر موشک دفاع هوایی کلینوک (۱۹۲ موشک، برد: نامشخص)
- ۶۰ راکت ضد زیردریایی اوداو-۱ (برد نامشخص)